# Steve Kean
Steve Kean (Glasgow, 30 settembre 1967) è un allenatore di calcio ed ex calciatore scozzese, di ruolo centrocampista, tecnico della T'orp'edo Kutaisi.

## Palmarès

### Calciatore
- Campionato scozzese: 1

Celtic: 1985-1986

### Allenatore
- Coppa di Lega singaporiana: 1

DPMM: 2013-2014
- Campionato singaporiano: 1

DPMM: 2014-2015